# 21428 Junehokim
21428 Junehokim este un asteroid din centura principală de asteroizi.

## Descriere
21428 Junehokim este un asteroid din centura principală de asteroizi. A fost descoperit pe 31 martie 1998 la Socorro, New Mexico, în cadrul proiectului LINEAR. Asteroidul prezintă o orbită caracterizată de o semiaxă mare de 2,25 ua, o excentricitate de 0,07 și o înclinație de 3,8° în raport cu ecliptica.